# Bauhinia bidentata
Bauhinia bidentata là một loài thực vật có hoa trong họ Đậu. Loài này được Jack miêu tả khoa học đầu tiên.